# Killing Technology
Killing Technology ist das dritte Studioalbum der kanadischen Metal-Band Voivod. Es wurde im April 1987 von Noise Records veröffentlicht. Das Album ist das erste in der Geschichte der Band, auf dem sie Thrash Metal mit Einflüssen aus der Klassik und dem Progressive Rock verbindet. Das Musikmagazin Rock Hard führte es im Juni 2009 auf seiner Liste von 250 Thrash-Metal-Alben, die man kennen sollte.

## Entstehung
Nach Veröffentlichung des Vorgängeralbums Rrröööaaarrr folgte die Tournee zum Album, die in Berlin enden sollte, um das nächste Studioalbum aufzunehmen. Aus diesem Grund schrieb Gitarrist Piggy die Lieder des Albums noch vor Beginn dieser Tour. Harris Johns’ Arbeit mit Einstürzende Neubauten hatte bei den Musikern von Voivod das Interesse für Industrial geweckt. Während der Aufnahmen und beim Mix brachte Bassist Blacky seine Ideen in die von Piggy komponierten Stücke ein. Beeinflusst wurden sowohl er als auch Piggy von klassischen Komponisten wie Béla Bartók und Dmitri Schostakowitsch und sie übernahmen Bruchstücke aus deren Kompositionen und fügte sie in die Stücke des Albums ein. Die Texte des Albums bildeten erstmals ein Gesamtkonzept um die weitere Entwicklung des Voivod-Charakters, das von einer Reise des Voivod mit einem Raumschiff handelt. Dabei steht der Voivod für das Unvermögen der Menschheit, die zunehmende Technisierung der Welt zu beherrschen.

## Musikalische Einordnung
Im Vergleich zum vorangegangenen Album stellt Killing Technology sowohl von den Fähigkeiten der Musiker an ihren Instrumenten als auch von der stilistischen Ausrichtung einen erheblichen Fortschritt dar. Der Thrash Metal der ersten beiden Alben wurde mit Elementen aus dem Progressive Rock angereichert, insbesondere die Gitarrenarbeit von Piggy zeigte seine Vorliebe für Gruppen wie Yes, King Crimson und Rush. Piggy erweiterte sein Spiel um dissonante Akkorde und Gitarrengriffe über alle sechs Saiten. Auch Sänger Snake hatte seinen Gesang verändert, indem er weniger auf Shouting als auf klaren Gesang setzte. Außerdem nutzte er Effektgeräte, um seiner Stimme einen roboterähnlichen Klang zu verleihen.
Tom Lubowski rezensierte das Album rückblickend im Metal Hammer anlässlich des 35. Jubiläums im Rahmen des Artikels Das Metal-Jahr 1987. Voivod würden "inspiriert von Klassik und Progressiv Rock [...] eine 180° Grad-Wende in puncto musikalischer Finesse [machen]." So würde das für die Songtexte verantwortliche Duo aus Gitarrist Denis D’Amour und Bassist Jean-Yves Theriault lyrisch vor allem technisches Versagen aufgrund von menschlichen Fehlleistungen ihrer Zeit wie das Challenger-Unglück oder die Nuklearkatastrophe von Tschernobyl behandeln."

## Titelliste
1. Killing Technology – 7:33
2. Overreaction – 4:45
3. Tornado – 6:02
4. Too Scared to Scream – 4:14
5. Forgotten in Space – 6:10
6. Ravenous Medicine – 4:23
7. Order of the Blackguards – 4:28
8. This is not an Exercise – 6:18
9. Cockroaches – 3:40